# Agonges

Agonges este o comună în departamentul Allier din centrul Franței. În 1 ianuarie 2022 avea o populație de 304 de locuitori.